# فرودگاه ایجیگیگ
فرودگاه ایجیگیگ (به انگلیسی: Igiugig Airport) یک فرودگاه همگانی بهره‌برداری هوایی با کد یاتا IGG است که یک باند فرود شن دارد و طول باند آن ۹۱۴ متر است. این فرودگاه در شهر ایگییوگیگ، آلاسکا کشور ایالات متحده آمریکا قرار دارد و در ارتفاع ۲۷ متری از سطح دریا واقع شده‌است.